# Zhaoping
Der Kreis Zhaoping (chinesisch 昭平县, Pinyin Zhāopíng Xiàn; Zhuang Cauhbingz Yen) ist ein Kreis im Autonomen Gebiet Guangxi der Zhuang-Nationalität in der Volksrepublik China. Zhaoping gehört zum Verwaltungsgebiet der bezirksfreien Stadt Hezhou. Er hat eine Fläche von 3.224 km² und zählt 358.500 Einwohner (Stand: Ende 2018). Sein Hauptort ist die Großgemeinde Zhaoping (昭平镇).

## Administrative Gliederung
Auf Gemeindeebene setzt sich der Kreis aus sieben Großgemeinden und fünf Gemeinden (davon eine der Yao) zusammen.